# Krasni Jolm
Krasni Jolm (ruso: Кра́сный Холм) es una ciudad rusa, situada a orillas del río Neledina, a unos 150 km al noreste de la capital regional Tver. Pertenece a la óblast de Tver. A efectos de desconcentración administrativa de los órganos federales y de la óblast, es la capital del raión homónimo. Sin embargo, a efectos de autogobierno local es desde 2020 la sede de un ókrug municipal, en el que un solo ayuntamiento con sede en la ciudad extiende su jurisdicción sobre todo el raión.
En 2021, la ciudad tenía una población de 4998 habitantes.

## Historia
Se conoce la existencia de la localidad desde 1518, cuando el príncipe de Kaluga otorgó el pueblo y tierras de Krasni Jolm (entonces llamado "Spas na Jolmu") al monasterio de San Antonio, cuyas ruinas se conservan a las afueras de la actual ciudad. En 1764, Catalina II confiscó las tierras al monasterio. En 1776, la localidad adoptó su actual topónimo y el estatus de ciudad, pasando desde entonces a ser el centro administrativo de un uyezd en el virreinato de Tver. Con la creación de la gobernación de Tver en 1796, dejó de ser capital de uyezd pero se le otorgó el estatus de ciudad supernumeraria (Заштатный город), que le permitió seguir funcionando como una ciudad pese a formar parte primero del uyezd de Bézhetsk y desde 1803 del de Vesegonsk. En 1918 se restauró el uyezd de Krasni Jolm, y en la Unión Soviética mantuvo su estatus de capital distrital, desde 1929 en la óblast de Moscú y desde 1935 definitivamente en la óblast de Kalinin.